# Хипохондрија
Хипохондрија је психички поремећај који се испољава у непрестаној усредсређености особе на своје физичко здравље, без објективне заснованости. Због веома сложеног психолошког механизма хипохондрију је тешко диференцијално-дијагностички разликовати од стварног поремећаја. Међутим, недостатак објективних показатеља болести или поремећаја, као и уочљива симулација могу указати да је у питању хипохондрија.